# Eoraptor

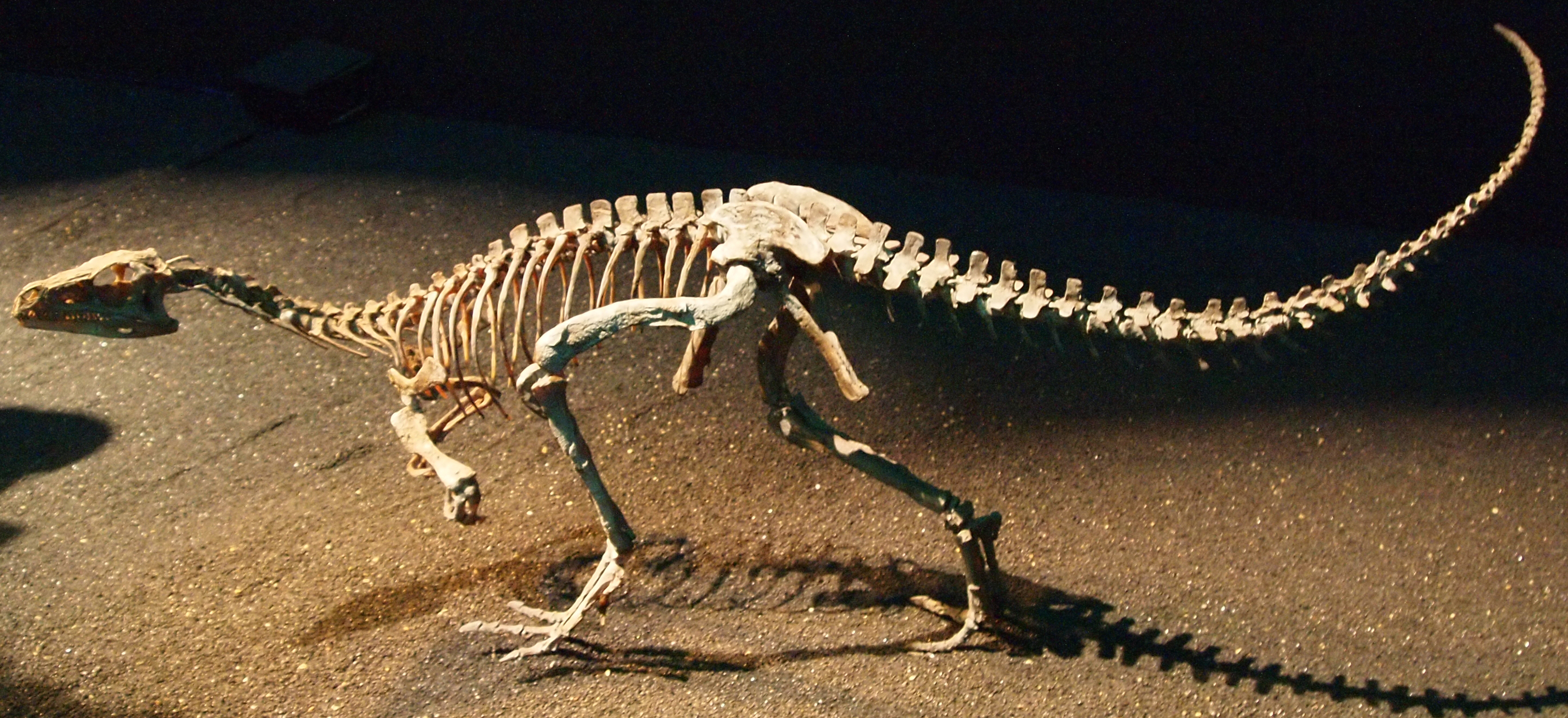

Eoraptor poate fi considerat unul dintre teropodele mici și primitive, exact cum este de așteptat pentru una dintre primele "ramuri" ale încrengăturii prădătorilor, din arborele evoluției dinozaurilor. Avea oase ușoare, goale pe dinăuntru, asemănătoare cu cele de la Coelophysis, care a trăit ceva mai târziu și este mult mai cunoscut.